# Buteni
Buteni is een Roemeense gemeente in het district Arad.
Buteni telt 3457 inwoners.